# Епизод
«Епизод» (читается как «Эпизод») — болгарская рок-группа из города София, основанная в 1983 году. Творчество группы ранжируется от фолк-рока до хеви-метала. Сами члены группы определяют свой жанр как «патриотический метал».

## История группы
Рок-группа «Епизод» создана в 1983 году при доме культуры «Емил Шекерджийски» в Софии.
Первые песни группы были на стихи средневекового французского классика Франсуа Вийона. Только за шесть месяцев в 1989 г.
«Епизод» приобретают популярность своими концертами под формой рок-театра. Используется пантомима, церковный хор, балет.
При своем первом появлении на национальном рок-фестивале в г. Видине, группе присужден большой приз. Следуют телевизионные
участия, сильное выступление на стадионе «Академик» и последовавший самостоятельный концерт в зале «Универсиада». Это первый концерт после демократических перемен в Болгарии, собравший в одном месте многотысячную публику и соответствовавший
европейским стандартам массового зрелища. Этот концерт застал врасплох зарождающуюся свободную прессу и остался неотраженным подобающим образом, но зато следующий концерт в спортивном зале «Универсиада» был отражен в самых тиражируемых болгарских
газетах, а первый выпуск газеты «168 часа» выходит с фотографией «Епизод» на первой полосе. За этим концертом группа
записывает свой дебютный альбом «Молитесь». Кроме болгарсих специализованных средств массовой информацией, альбом представлен проф. Розмари Стателовой в немецком журнале «Berlinen Music Arhiv».
В октябре 1990 г., английское телевидение ВВС снимает концерт группы в Национальном дворце культуры, потом следует
концерт в зале «Универсиада» организованный и заснятый болгарским национальным телевидением, режиссёр — Димитр Шарков.
Свой второй альбом «Мертвый среди мертвых» на стихи Шарля Бодлера и Франсуа Вийона группа записывает в 1992 г. Болгарское
национальное телевидение представило альбом в двух частях.
Этим завершается первый этап «Епизод», так как певец Димитр Аргиров уезжает с семьей в Милан (Италия), а пианист Росен
Дойчинов — в Канаду.
Группа продолжает свою работу в 1996 г. с новым певцом Эмилем Чендовым. После двухлетней работы группа решает, что
французские классики уже не так актуальны. Она теряет свою публику и про неё мало пишут в прессе.
В 1998 г. «Епизод» выпускает альбом «Респект», на стихи гитариста группы Драгомир Драганов с издателем «Poly Sound». Альбом продается хорошо на музыкальном рынке, звучит актуально и группа интенсивно концертирует по стране.
В 2000 г. «Епизод» прекращают все свои публичные выступления и создают альбом «Болгарский бог». Песни в альбоме на стихи болгарских национальных классических поэтов Ивана Вазова и Христо Ботева. Интерес к первым записанным песням очень большой. Болгарское национальное телевидение в последний момент включает в свою новогоднюю программу «2001» выступление группы с песней «Гайдуки» на стихи Христо Ботева. Вслед за этим был создан 30 — минутный фильм «Огонь на сегодня», излученный БНТ в день национального праздника 3 марта 2002 г.
С 2 июня 2002 г. «Орфей Мюзик» распространяет на музыкальном рынке альбом «Болгарский бог». На данный момент это самый
продаваемый рок-альбом на 2002 г. Для успеха альбома способствовали и голоса народных певцов — отца Андона, Даниелы
Величковой, 12-летней Кристины Яневой, детский хор и хор «Йоан Кукузел».
В 2003 г. «Епизод» выпускает альбом «Пришла пора» на стихи французских поэтов-классиков Франсуа Вийона, Роже де Клори и Пьера де Ронсара, английского Курта Вонегута и болгарского Пейо Яворова. В этот период титулярный барабанщик группы Стоян Петров переходит на другую работу и его заменяет Христо Гешарков.
В 2004 году «Епизод» выпускают альбом «Мужские песни», а тексты — поэта классика Христо Ботева. В этом альбоме впервые
реализовалась старая мечта включить несколько болгарских народных песен в рок аранжименте. Включена также и культовая
инструментальная народная песня «100 каба гайди» («100 родопских волынок»). Альбом также продается хорошо на музыкальном рынке и группа записывает своё первое DVD во время концерта в зале 2 НДК 19.02.2004 г. Этот телевизионный продукт показывался всеми большими кабельными операторами в стране, а также и болгарским национальным телевидением 6.05.2004 г. Группа проводит рекордное количество концертов в стране.
В конце 2004 г. «Епизод» выпускает и свою рок-оперу «Святой Патриарх Евтимий» на стихи Ивана Вазова и Радко Радкова. Промоция альбома состоялась 04.09.2004 г. в античном театре Пловдива и 06.09.2004 г. в крепости «Царевец» в Велико Тырново. Концерт в Тырново проведен на том самом месте, где состоялись описанные события в 14 веке — в реставрированном дворце старинных болгарских царей. Этот концерт заснят и для участия в нём были приглашены церковный хор, ансамбль народных танцев, народная певица Даниела Величкова и виртуоз игры на старинном болгарском трехструнном инструменте «гадулка» Росен Генков. Болгарский музыкальный рынок отлично принял альбом, а заснятый концерт вышел как второй DVD группы. Он официально выпущен 3.03.2005 года.
В 2006 г. «Епизод» выпускают альбом «Наши корни», а в 2008 году — «Старый воин».
В апреле 2009 г. «Епизод» расстается с гитаристом Драгомир Драганов (Это создает «Double D Music») и басист Симеон Христов находит заместителя в лице Васила Бележкова (студента Национальной Музыкальной Академии «Проф. Панчо Владигеров — София» по классу гитара, рук-ль Цветан Недялков) за несколько дней до предстоящего концерта.
Первоначально Васил присоединяется только как приглашенный музыкант, для участия в концертах до конца юня 2009 г., но междувременно принимает приглашение присоединиться как постоянный член группы и участвовать в следующих альбомах «Епизод».
В декабре 2009 г. клавишник Делян Георгиев покидает группу и Васил Бележков продължет работать и как клавишник, и как гитарист.
Летом 2010 г. барабанщик Стоян Петров ненадолго возвращается в «Епизод». В этот период (юль-декабрь 2010 г.) группа проводит концерты с 4 различными барабанщиками — Стояном Петровым, Христо Гьошарковым, Иваном Цонковым и Георгием Варамезовым.
В октябре 2010 г. издан альбом «Народът на Дуло». Этот альбом совпадает с 20-летием группы и по этому случаю в нём участвуют как гость-вокалисты Звездомир Керемидчиев из «Ахат», Йордан Караджов из «Сигнал» и Филип Бръшков из «Команда 5». а также и гость-композитор (автор музыки и текста первой и последней песни в альбоме) Александър Алексиев-Хофарт, он же и художник обложки. Там изображен фрагмент его картины, изображающий хана Кубрата, сидящего на своем троне и около него его сыновей.
В январе 2011 г. «Епизод» находят своего постоянного барабанщика в лице Деяна Александрова.
В октябре 2012 года на двух языках (болгарском и русском) выходит альбом «Моя молитва» (Заглавная песня которого, одноименное стихотворение Христо Ботева). В нём вплетены типичные для группы болгарский фольклор, церковное пение и хеви-металл. В записи альбома принимают участие: певцы Илия Луков и Даниела Величкова, скрипач Никола Ваклинов и кавалист Кирил Бележков (младший брат гитариста группы Василя Бележкова), снова участвет и Звезди Керемидчиев из группы «Ахат». В этом альбоме, Васил Бележков проявляет себя как композитор (в песне «Бащин съвет» по одноименному стихотворению Стефана Стамболова), и как тамбурист (в народной песне Пиринского края — «Еленко моме», спетой Илией Луковым). Так же, в альбом включен и болгарский вариант песни русской группы «Август». Кроме стихотворений Ботева и Вазова в альбом включены и песни по мотивам стихотворений русских поэтов Александра Пушкина и Владимира Высоцкого, а одна из песен по тексту бас-гитариста группы Симеона Христова.
В настоящее время с «Епизод» сотрудничает клавишница Юлия Ваклинова, известная по участию в российской фолк-прогрессив метал-группе Tumulus.

## Состав

### Текущий состав
- Емил Чендов — вокал
- Васил Бележков — гитара, клавиши, тамбура
- Симеон Христов — бас-гитара
- Деян Александров — ударные

### Бывшие члены
- Панайот Керелезов — ударные
- Росен Дойчинов — клавиши
- Димитр Аргиров (Dimmi Argus) — вокал
- Васил Рангелов — вокал
- Николай Урумов — вокал
- Мирослав Гылыбов — гитара
- Емил Тасев — ударные
- Явор Александров — ударные
- Стоян Петров — ударные
- Иво Георгиев — клавиши
- Делян Георгиев — клавиши
- Драгомир Драганов — гитара, вокал
- Христо Гёшарков — ударные

## Дискография
- 1990 — Сенки от Средновековието (демо)
- 1992 — Молете се…
- 1993 — Мъртвец сред мъртъвци
- 1999 — Респект
- 2002 — Българският бог
- 2003 — Дошло е време
- 2004 — Мъжки песни
- 2004 — Свети патриарх Евтимий
- 2006 — Нашите корени
- 2008 — Старият войн
- 2010 — Народът на Дуло
- 2012 — Моята молитва
- 2013 — Моя молитва

## Видеография
- 2004 — Епизод — Концерт НДК — DVD
- 2005 — Свети Патриарх Евтимий — DVD
- 2008 — Старият войн — DVD
- 2014 — Юбилейное DVD “ЕПИЗОД – 25 лет на сцене”